# Hynobius quelpaertensis
Hynobius quelpaertensis é uma espécie de anfíbio caudado pertencente à família Hynobiidae. Endêmica da Coreia do Sul.